# Блокирование (шахматы)
Блокирование поля — тактический элемент комбинации, выражающийся попаданием на определенное поле какой-либо фигуры, делающее таким образом невозможным попадание на то же поле другой фигуры того же цвета.
Как тема в шахматной композиции чаще всего встречается в двухходовке, где чёрная фигура блокирует соседнее с чёрным королём поле, препятствуя ему занять его.
В трехходовках, многоходовках и этюдах блокирование поля может относиться и к другим фигурам.

## Примеры
|   | a | b | c | d | e | f | g | h |   |
| - | --- | --- | --- | --- | --- | --- | --- | --- | - |
| 8 | e7 чёрная ладья · g7 чёрный конь · a5 белый ферзь · f5 белый конь · f4 чёрный король · d3 белая пешка · f3 белый конь · h3 белый король · h2 чёрный конь · h1 белый слон | e7 чёрная ладья · g7 чёрный конь · a5 белый ферзь · f5 белый конь · f4 чёрный король · d3 белая пешка · f3 белый конь · h3 белый король · h2 чёрный конь · h1 белый слон | e7 чёрная ладья · g7 чёрный конь · a5 белый ферзь · f5 белый конь · f4 чёрный король · d3 белая пешка · f3 белый конь · h3 белый король · h2 чёрный конь · h1 белый слон | e7 чёрная ладья · g7 чёрный конь · a5 белый ферзь · f5 белый конь · f4 чёрный король · d3 белая пешка · f3 белый конь · h3 белый король · h2 чёрный конь · h1 белый слон | e7 чёрная ладья · g7 чёрный конь · a5 белый ферзь · f5 белый конь · f4 чёрный король · d3 белая пешка · f3 белый конь · h3 белый король · h2 чёрный конь · h1 белый слон | e7 чёрная ладья · g7 чёрный конь · a5 белый ферзь · f5 белый конь · f4 чёрный король · d3 белая пешка · f3 белый конь · h3 белый король · h2 чёрный конь · h1 белый слон | e7 чёрная ладья · g7 чёрный конь · a5 белый ферзь · f5 белый конь · f4 чёрный король · d3 белая пешка · f3 белый конь · h3 белый король · h2 чёрный конь · h1 белый слон | e7 чёрная ладья · g7 чёрный конь · a5 белый ферзь · f5 белый конь · f4 чёрный король · d3 белая пешка · f3 белый конь · h3 белый король · h2 чёрный конь · h1 белый слон | 8 |
| 7 | e7 чёрная ладья · g7 чёрный конь · a5 белый ферзь · f5 белый конь · f4 чёрный король · d3 белая пешка · f3 белый конь · h3 белый король · h2 чёрный конь · h1 белый слон | e7 чёрная ладья · g7 чёрный конь · a5 белый ферзь · f5 белый конь · f4 чёрный король · d3 белая пешка · f3 белый конь · h3 белый король · h2 чёрный конь · h1 белый слон | e7 чёрная ладья · g7 чёрный конь · a5 белый ферзь · f5 белый конь · f4 чёрный король · d3 белая пешка · f3 белый конь · h3 белый король · h2 чёрный конь · h1 белый слон | e7 чёрная ладья · g7 чёрный конь · a5 белый ферзь · f5 белый конь · f4 чёрный король · d3 белая пешка · f3 белый конь · h3 белый король · h2 чёрный конь · h1 белый слон | e7 чёрная ладья · g7 чёрный конь · a5 белый ферзь · f5 белый конь · f4 чёрный король · d3 белая пешка · f3 белый конь · h3 белый король · h2 чёрный конь · h1 белый слон | e7 чёрная ладья · g7 чёрный конь · a5 белый ферзь · f5 белый конь · f4 чёрный король · d3 белая пешка · f3 белый конь · h3 белый король · h2 чёрный конь · h1 белый слон | e7 чёрная ладья · g7 чёрный конь · a5 белый ферзь · f5 белый конь · f4 чёрный король · d3 белая пешка · f3 белый конь · h3 белый король · h2 чёрный конь · h1 белый слон | e7 чёрная ладья · g7 чёрный конь · a5 белый ферзь · f5 белый конь · f4 чёрный король · d3 белая пешка · f3 белый конь · h3 белый король · h2 чёрный конь · h1 белый слон | 7 |
| 6 | e7 чёрная ладья · g7 чёрный конь · a5 белый ферзь · f5 белый конь · f4 чёрный король · d3 белая пешка · f3 белый конь · h3 белый король · h2 чёрный конь · h1 белый слон | e7 чёрная ладья · g7 чёрный конь · a5 белый ферзь · f5 белый конь · f4 чёрный король · d3 белая пешка · f3 белый конь · h3 белый король · h2 чёрный конь · h1 белый слон | e7 чёрная ладья · g7 чёрный конь · a5 белый ферзь · f5 белый конь · f4 чёрный король · d3 белая пешка · f3 белый конь · h3 белый король · h2 чёрный конь · h1 белый слон | e7 чёрная ладья · g7 чёрный конь · a5 белый ферзь · f5 белый конь · f4 чёрный король · d3 белая пешка · f3 белый конь · h3 белый король · h2 чёрный конь · h1 белый слон | e7 чёрная ладья · g7 чёрный конь · a5 белый ферзь · f5 белый конь · f4 чёрный король · d3 белая пешка · f3 белый конь · h3 белый король · h2 чёрный конь · h1 белый слон | e7 чёрная ладья · g7 чёрный конь · a5 белый ферзь · f5 белый конь · f4 чёрный король · d3 белая пешка · f3 белый конь · h3 белый король · h2 чёрный конь · h1 белый слон | e7 чёрная ладья · g7 чёрный конь · a5 белый ферзь · f5 белый конь · f4 чёрный король · d3 белая пешка · f3 белый конь · h3 белый король · h2 чёрный конь · h1 белый слон | e7 чёрная ладья · g7 чёрный конь · a5 белый ферзь · f5 белый конь · f4 чёрный король · d3 белая пешка · f3 белый конь · h3 белый король · h2 чёрный конь · h1 белый слон | 6 |
| 5 | e7 чёрная ладья · g7 чёрный конь · a5 белый ферзь · f5 белый конь · f4 чёрный король · d3 белая пешка · f3 белый конь · h3 белый король · h2 чёрный конь · h1 белый слон | e7 чёрная ладья · g7 чёрный конь · a5 белый ферзь · f5 белый конь · f4 чёрный король · d3 белая пешка · f3 белый конь · h3 белый король · h2 чёрный конь · h1 белый слон | e7 чёрная ладья · g7 чёрный конь · a5 белый ферзь · f5 белый конь · f4 чёрный король · d3 белая пешка · f3 белый конь · h3 белый король · h2 чёрный конь · h1 белый слон | e7 чёрная ладья · g7 чёрный конь · a5 белый ферзь · f5 белый конь · f4 чёрный король · d3 белая пешка · f3 белый конь · h3 белый король · h2 чёрный конь · h1 белый слон | e7 чёрная ладья · g7 чёрный конь · a5 белый ферзь · f5 белый конь · f4 чёрный король · d3 белая пешка · f3 белый конь · h3 белый король · h2 чёрный конь · h1 белый слон | e7 чёрная ладья · g7 чёрный конь · a5 белый ферзь · f5 белый конь · f4 чёрный король · d3 белая пешка · f3 белый конь · h3 белый король · h2 чёрный конь · h1 белый слон | e7 чёрная ладья · g7 чёрный конь · a5 белый ферзь · f5 белый конь · f4 чёрный король · d3 белая пешка · f3 белый конь · h3 белый король · h2 чёрный конь · h1 белый слон | e7 чёрная ладья · g7 чёрный конь · a5 белый ферзь · f5 белый конь · f4 чёрный король · d3 белая пешка · f3 белый конь · h3 белый король · h2 чёрный конь · h1 белый слон | 5 |
| 4 | e7 чёрная ладья · g7 чёрный конь · a5 белый ферзь · f5 белый конь · f4 чёрный король · d3 белая пешка · f3 белый конь · h3 белый король · h2 чёрный конь · h1 белый слон | e7 чёрная ладья · g7 чёрный конь · a5 белый ферзь · f5 белый конь · f4 чёрный король · d3 белая пешка · f3 белый конь · h3 белый король · h2 чёрный конь · h1 белый слон | e7 чёрная ладья · g7 чёрный конь · a5 белый ферзь · f5 белый конь · f4 чёрный король · d3 белая пешка · f3 белый конь · h3 белый король · h2 чёрный конь · h1 белый слон | e7 чёрная ладья · g7 чёрный конь · a5 белый ферзь · f5 белый конь · f4 чёрный король · d3 белая пешка · f3 белый конь · h3 белый король · h2 чёрный конь · h1 белый слон | e7 чёрная ладья · g7 чёрный конь · a5 белый ферзь · f5 белый конь · f4 чёрный король · d3 белая пешка · f3 белый конь · h3 белый король · h2 чёрный конь · h1 белый слон | e7 чёрная ладья · g7 чёрный конь · a5 белый ферзь · f5 белый конь · f4 чёрный король · d3 белая пешка · f3 белый конь · h3 белый король · h2 чёрный конь · h1 белый слон | e7 чёрная ладья · g7 чёрный конь · a5 белый ферзь · f5 белый конь · f4 чёрный король · d3 белая пешка · f3 белый конь · h3 белый король · h2 чёрный конь · h1 белый слон | e7 чёрная ладья · g7 чёрный конь · a5 белый ферзь · f5 белый конь · f4 чёрный король · d3 белая пешка · f3 белый конь · h3 белый король · h2 чёрный конь · h1 белый слон | 4 |
| 3 | e7 чёрная ладья · g7 чёрный конь · a5 белый ферзь · f5 белый конь · f4 чёрный король · d3 белая пешка · f3 белый конь · h3 белый король · h2 чёрный конь · h1 белый слон | e7 чёрная ладья · g7 чёрный конь · a5 белый ферзь · f5 белый конь · f4 чёрный король · d3 белая пешка · f3 белый конь · h3 белый король · h2 чёрный конь · h1 белый слон | e7 чёрная ладья · g7 чёрный конь · a5 белый ферзь · f5 белый конь · f4 чёрный король · d3 белая пешка · f3 белый конь · h3 белый король · h2 чёрный конь · h1 белый слон | e7 чёрная ладья · g7 чёрный конь · a5 белый ферзь · f5 белый конь · f4 чёрный король · d3 белая пешка · f3 белый конь · h3 белый король · h2 чёрный конь · h1 белый слон | e7 чёрная ладья · g7 чёрный конь · a5 белый ферзь · f5 белый конь · f4 чёрный король · d3 белая пешка · f3 белый конь · h3 белый король · h2 чёрный конь · h1 белый слон | e7 чёрная ладья · g7 чёрный конь · a5 белый ферзь · f5 белый конь · f4 чёрный король · d3 белая пешка · f3 белый конь · h3 белый король · h2 чёрный конь · h1 белый слон | e7 чёрная ладья · g7 чёрный конь · a5 белый ферзь · f5 белый конь · f4 чёрный король · d3 белая пешка · f3 белый конь · h3 белый король · h2 чёрный конь · h1 белый слон | e7 чёрная ладья · g7 чёрный конь · a5 белый ферзь · f5 белый конь · f4 чёрный король · d3 белая пешка · f3 белый конь · h3 белый король · h2 чёрный конь · h1 белый слон | 3 |
| 2 | e7 чёрная ладья · g7 чёрный конь · a5 белый ферзь · f5 белый конь · f4 чёрный король · d3 белая пешка · f3 белый конь · h3 белый король · h2 чёрный конь · h1 белый слон | e7 чёрная ладья · g7 чёрный конь · a5 белый ферзь · f5 белый конь · f4 чёрный король · d3 белая пешка · f3 белый конь · h3 белый король · h2 чёрный конь · h1 белый слон | e7 чёрная ладья · g7 чёрный конь · a5 белый ферзь · f5 белый конь · f4 чёрный король · d3 белая пешка · f3 белый конь · h3 белый король · h2 чёрный конь · h1 белый слон | e7 чёрная ладья · g7 чёрный конь · a5 белый ферзь · f5 белый конь · f4 чёрный король · d3 белая пешка · f3 белый конь · h3 белый король · h2 чёрный конь · h1 белый слон | e7 чёрная ладья · g7 чёрный конь · a5 белый ферзь · f5 белый конь · f4 чёрный король · d3 белая пешка · f3 белый конь · h3 белый король · h2 чёрный конь · h1 белый слон | e7 чёрная ладья · g7 чёрный конь · a5 белый ферзь · f5 белый конь · f4 чёрный король · d3 белая пешка · f3 белый конь · h3 белый король · h2 чёрный конь · h1 белый слон | e7 чёрная ладья · g7 чёрный конь · a5 белый ферзь · f5 белый конь · f4 чёрный король · d3 белая пешка · f3 белый конь · h3 белый король · h2 чёрный конь · h1 белый слон | e7 чёрная ладья · g7 чёрный конь · a5 белый ферзь · f5 белый конь · f4 чёрный король · d3 белая пешка · f3 белый конь · h3 белый король · h2 чёрный конь · h1 белый слон | 2 |
| 1 | e7 чёрная ладья · g7 чёрный конь · a5 белый ферзь · f5 белый конь · f4 чёрный король · d3 белая пешка · f3 белый конь · h3 белый король · h2 чёрный конь · h1 белый слон | e7 чёрная ладья · g7 чёрный конь · a5 белый ферзь · f5 белый конь · f4 чёрный король · d3 белая пешка · f3 белый конь · h3 белый король · h2 чёрный конь · h1 белый слон | e7 чёрная ладья · g7 чёрный конь · a5 белый ферзь · f5 белый конь · f4 чёрный король · d3 белая пешка · f3 белый конь · h3 белый король · h2 чёрный конь · h1 белый слон | e7 чёрная ладья · g7 чёрный конь · a5 белый ферзь · f5 белый конь · f4 чёрный король · d3 белая пешка · f3 белый конь · h3 белый король · h2 чёрный конь · h1 белый слон | e7 чёрная ладья · g7 чёрный конь · a5 белый ферзь · f5 белый конь · f4 чёрный король · d3 белая пешка · f3 белый конь · h3 белый король · h2 чёрный конь · h1 белый слон | e7 чёрная ладья · g7 чёрный конь · a5 белый ферзь · f5 белый конь · f4 чёрный король · d3 белая пешка · f3 белый конь · h3 белый король · h2 чёрный конь · h1 белый слон | e7 чёрная ладья · g7 чёрный конь · a5 белый ферзь · f5 белый конь · f4 чёрный король · d3 белая пешка · f3 белый конь · h3 белый король · h2 чёрный конь · h1 белый слон | e7 чёрная ладья · g7 чёрный конь · a5 белый ферзь · f5 белый конь · f4 чёрный король · d3 белая пешка · f3 белый конь · h3 белый король · h2 чёрный конь · h1 белый слон | 1 |
|   | a | b | c | d | e | f | g | h |   |

После 1.♘e3! грозит 2.♕g5#. В вариантах 1...♘×f3 2.♘g2#, 1...♘f5 2.♘d5# мат черному королю возможен из-за блокирования полей f3 и f5, после чего белые могут убрать контроль за этими полями.
Дополнительные варианты: 1...♔×e3 2.♕d2#, 1...♖e5 2.♕×e5#, 1...♘e6 2.♕e5#